# Controle estatístico de processos
O Controle Estatístico de Processos (CEP) é uma ferramenta da qualidade utilizada nos processos produtivos (e de serviços) com objetivo de fornecer informações para um diagnóstico mais eficaz na prevenção e detecção de defeitos/problemas nos processos avaliados e, consequentemente, auxilia no aumento da produtividade/resultados da empresa, evitando desperdícios de matéria-prima, insumos, produtos, etc.
Posteriormente o CEP trará menos retrabalho aproveitando melhor os recursos disponíveis e o bem estar dos funcionários que passarão a trabalhar melhor e com metas específicas para cada área, podendo assim implantar outros programas como o plano de remuneração variável (PRV).
Estes recursos podem ser usados tanto numa grande empresa como na mais simples delas, tendo como característica comum o uso de uma ferramenta gráfica e pessoas capacitadas para analisar criticamente os resultados obtidos para implementarem as melhorias possíveis.

## Estatística
A estatística é a ciência que examina a ocorrência de fatos entre uma população sob forma de amostra, permite realizar estudos sobre o comportamento de uma população em relação a um determinado aspecto. Seus resultados são graficamente analisados, tornando assim mais simples a visualização de variações dos resultados e a parametrização dos dados.
Os elementos estatísticos baseiam-se num universo de amostras que podem ser retiradas aleatoriamente, em horários determinados ou em situações determinadas, bastando para isso seguir o conhecido plano PDCA (Plan, Do, Check, Act). Após a coleta dos dados eles devem ser compilados para retirar as informações necessárias sob a forma de gráficos, sendo o gráfico de linhas representado pelo plano cartesiano e graficamente distribuído sob forma de linhas horizontais oscilantes de acordo com o valor de leitura das amostras, onde o eixo y representa os valores e o eixo x representa a linha de tempo de cada leitura.

## Gráficos de controle
- O gráfico de linha é constituído de quatro ou cinco linhas independentes, sendo elas:
  - Linha vermelha: o limite superior de controle.
  - Linha azul com detalhes vermelhos: leitura das amostras ou média das amostras coletadas.
  - Linha verde escuro: média das leituras ou média das médias.
  - Linha verde claro: limite de controle ou leitura média ideal.
  - Linha azul: limite inferior de controle.

Este tipo de gráfico é usado para analisar as leituras de forma independente, possibilitando agir direto no problema assim que perceber a variação no processo, note que neste exemplo as leituras estão acima da linha do valor ideal e a linha média está abaixo, porém muito próxima ao limite superior de controle, demonstrando que o processo não mantém controle estatístico ou os limites impostos estão muito justos para este processo que vem trabalhando sempre acima do limite ideal definido.
- Histogramas: gráfico representado pelo plano cartesiano e graficamente distribuído sob forma de barras agrupadas que mostram os valores em uma distribuição de dados usando a mesma grandeza. São dotados geralmente de apenas duas informações, são elas:

Total de leituras: representa o total de um determinado intervalo ou média do intervalo.
Linha de tendência do processo: o total de leitura pode ter uma variação positiva ou negativa, dependendo dos parâmetros definidos para cada processo. Assim como o gráfico de linha, mostra que a tendência do processo é superar os limites definidos para as leituras, percebe-se assim que esta ferramenta define que é necessário que o processo e seus limites sejam re-analisados para encontrar as causas do descontrole estatístico.
- Diagramas de Pareto: gráfico representado pelo plano cartesiano e graficamente distribuído sob a forma de colunas e linha, onde as colunas representam o total de desvio de um determinado problema, estando o mesmo ordenado do problema com maior número de ocorrências para o que menos ocorreu ou de preferência sob a forma percentual. As linhas representarão o total acumulado da primeira ocorrência adicionado do total da segunda ocorrência e assim acumulativamente.

Serão utilizadas para a análise funções importantes da estatística, sendo:
- Média aritmética.
- Desvio padrão.
- Média das médias.
- Somatórios, etc.

É importante destacar que a estatística é parte fundamental para a realização este tipo de estudo, é através dela que as informações serão extraídas e analisadas, será a ferramenta de transformação de dados em informação.

## Coleta de dados
A fase de coleta de dados inicia quando é definido o tipo de estudo que será feito sobre uma população, sendo assim surgem algumas perguntas:
- O que quero medir?
- Porque quero medir?
- Qual o resultado esperado?
- O que estou medindo realmente é o que preciso medir?
- Existem fatores externos ou internos que podem influenciar nas respostas?
- Os dados coletados são confiáveis?
- Existem desvios não analisados ou fatores importantes descartados?

Respondendo estas perguntas, passamos para a próxima fase do projeto que é buscar informações coerentes e que realmente possam ser validadas na estruturação do processo. Sendo assim encontramos novas perguntas:
- Quem?
- Como?
- Quando?
- Quais os recursos necessários?

Tendo encontrado o responsável para a coleta dos dados, a forma da coleta, o período e os recursos necessários, passamos a verificar os processos, ou seja, exigimos conhecimento por parte do coletor dos dados para ter certeza que as informações são plenamente confiáveis, extraímos desta pessoa informações necessárias.
As ferramentas de análise devem ser definidas também nesta fase, escolher os tipos de gráficos que serão utilizados, programa ou aplicativos para auxiliar na tomada de decisão, possíveis problemas apresentados no processo, documentos que comprovem as tomadas de decisão, sendo eles ações preventivas / corretivas, relatórios técnicos, análise de causa e efeito, etc.
Caso haja alguma dúvida sobre estas informações, deve ser feito um estudo aprofundado sobre o processo em questão e um levantamento de todas as fontes modificadoras do mesmo para assegurar que não existam lacunas no processo.

## Controle de processos
Cada processo modela-se de acordo com diversos fatores que podem ser físicos, tecnológicos, operacionais, naturais, normativos e muitos outros variando entre processos. É de fundamental importância o conhecimento total do processo, ou seja, quem coletará os dados deve saber, no mínimo, o comportamento do processo, suas variações, possíveis problemas e consequentemente a solução dos mesmos.
Após a coleta dos dados é fundamental que eles sejam analisados e que padrões sejam definidos, encontrar valores ou fatores de controle que serão chamados de limites de controle e são divididos em três tipos:
- Limite superior de controle (LSC): é o maior limite aceito pelo processo, analisado através de uma variação especificada posteriormente.
- Limite de controle (LC): é o valor zero ou ideal para a amostra, exemplo um produto com peso nominal de 500g tem peso ideal igual a 500g, ou seja, sem qualquer variação.
- Limite inferior de controle (LIC): é o menor limite aceito pelo processo.

Além destes limites de controle podemos definir outros pontos de verificação, como média móvel, linha de tendência ou média das médias de acordo com a necessidade de cada processo.
Definidos os limites de controle vamos validar estes limites através de análise de normas, técnicas e verificação do processo, pode ocorrer que algum processo esteja sob controle analisando-o pelo próprio processo, porém o processo pode estar fora do requisito de algum regimento ou norma.

## Normas, portarias e definições técnicas
Quando tratamos de produtos pré-medidos podemos trabalhar com normas ou portarias que regem as variações aceitáveis do processo, seja, por motivo de padronização, risco de contaminação ou qualquer outro regimento, daí a necessidade de ter pleno conhecimento sobre o processo e suas variações.
Um só processo pode ter nenhuma, uma ou todas as normas, portarias ou definições técnicas, ficando a cargo do especialista do processo definir ou estudar quais devem ser aplicadas, sabendo que a qualquer momento uma norma pode ser inserida ou retirada do escopo do processo.
Normas internas de controle podem ser definidas e declaradas no escopo do setor de Qualidade da empresa, desde que estas normas não agridam portarias ou normas vigentes, portanto é indispensável que se faça um estudo de leis e estatutos, utilizando para isso as normas ISO, Inmetro, Anvisa, NR, ABNT e etc.
Tendo estes cuidados estará garantida a validade do estudo de caso, posteriormente deve-se apenas monitorar as modificações das normas vigentes e adequar o estudo de caso do processo.

## Implantação do CEP
A fase de implantação do CEP deve seguir alguns requisitos, como a modelagem da ferramenta de apoio contendo campos úteis nas tomadas de decisão, por exemplo:
- Data: define o dia em que foram coletados os dados referentes à leitura.
- Hora: registra a hora que os dados foram coletados, objetivando a rastreabilidade do processo.
- Responsável: define quem fez a coleta dos dados.
- Amostra 1, Amostra 2... Amostra n: representa a composição da amostra, que poderá ter um ou mais elementos, bastando para isso definir no escopo do projeto.
- Média: representa à média das amostras compostas de mais de uma leitura coletada, caso número de amostras seja maior que um.
- Limites de Controle: limites definidos anteriormente entre limite superior, limite de controle e limite inferior para auxiliar na visualização do processo.
- Problema: é a descrição do problema de forma bem simples.
- Causa: representa o porquê da ocorrência do problema ou desvio do processo, já definido anteriormente, estes dados serão usados como entrada no gráfico de pareto.
- Ação de Contenção: representa a ação imediata tomada para conter o problema, naquele momento específico, ou seja, para cada desvio do processo será aberta uma ação de contenção no próprio documento de anotação do CEP, seja ele por meio eletrônico ou registros impressos.
- Ação Corretiva: representa a ação que irá eliminar a causa raiz do problema, ou seja, para cada desvio do processo será aberta uma (ou mais) ação corretiva podendo ser um documento específico para investigação de causa raiz (ex: Espinha de peixe, 5 porquês, etc) e ações corretivas e prazo para verificação da eficácia.

Estando todos os campos necessários definidos, preparamos os gráficos de controle para a certificação do processo, estes gráficos serão usados para facilitar a visualização dos desvios, ficando a critério de cada responsável a definição dos tipos usados.

## Fonte
- Agência Nacional do Petróleo, Gás Natural e Biocombustíveis, Resolução ANP nº 36, de 6.12.2005 - DOU 7.12.2005.
- Instituto Nacional de Metrologia, Normalização e Qualidade Industrial - Inmetro, Portaria Inmetro nº 74, de 25.5.1995.
- http://www.inmetro.gov.br/ Em falta ou vazio |título= (ajuda)